# Район Великих озёр

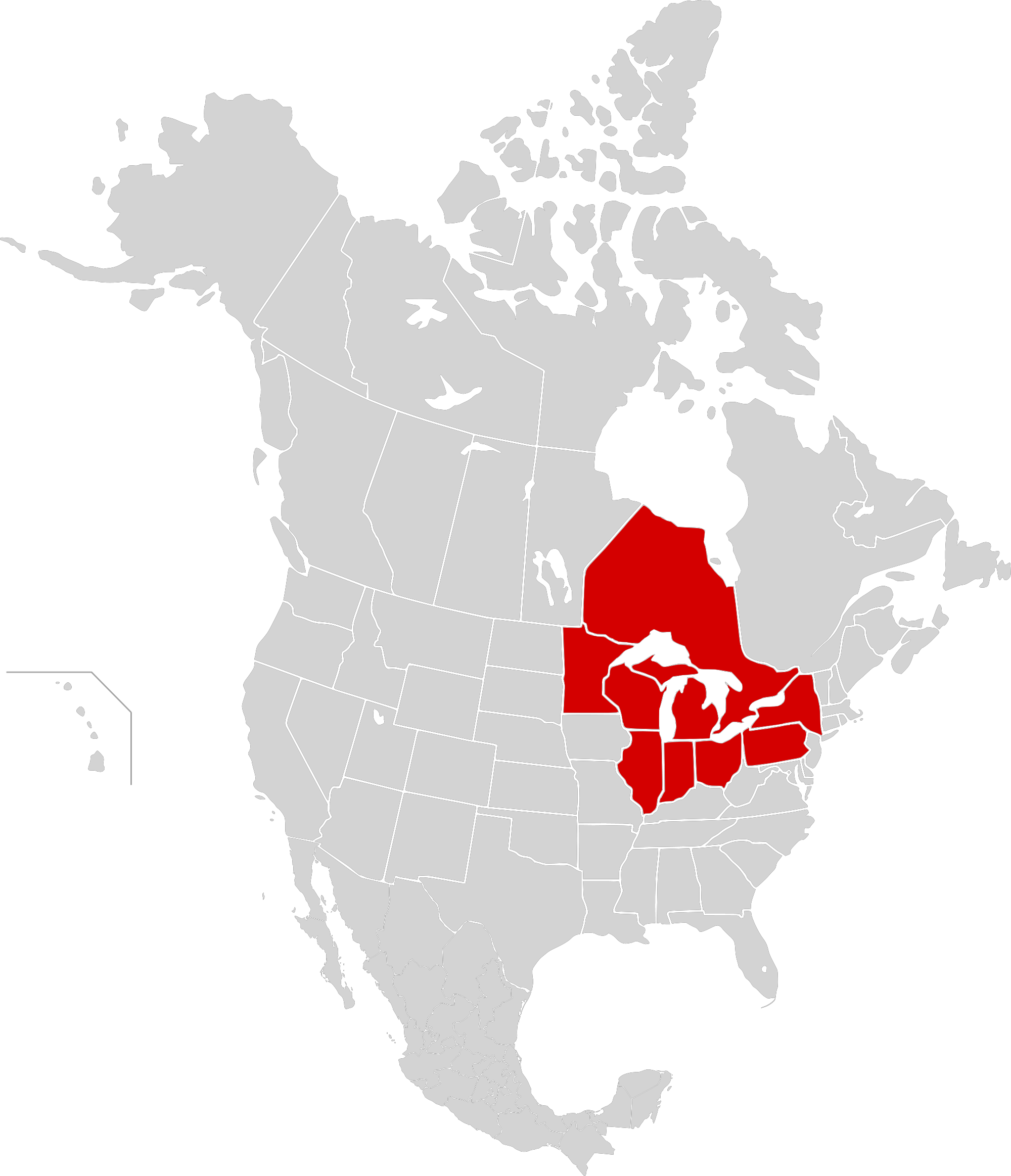
На карте Северной Америки

Район Великих озёр (англ. The Great Lakes Region) — крупный природный, а с XIX века — также и промышленно-экономический регион в Северной Америке, охватывающий территорию канадской провинции Онтарио на севере и 8 штатов США на юге. Крупнейшие агломерации региона: Золотая Подкова с центром в Торонто (Канада) и Большой Чикаго в США.

## История
Бассейн Великих Озёр издавна населяли автохтонные племена. В XVII—XVIII веках Великие озёра номинально вошли в состав Французской колониальной империи (Новая Франция), но заселены не были. Современная колонизация началась с прибытием англо-британских поселенцев, которые завозили дешёвую рабочую силу из стран Восточной и Южной Европы, а также инициировали миграцию освобождённых негров с юга страны для работы на заводах по переработке древесины, машиностроительных комплексах и т. д. С упадком последних, экономика многих городов региона (например, Детройта) переживает кризис, превратившись в т. н. Ржавый пояс США. Население ряда территорий, например, штата Мичиган, сокращается.

## Экономика
| Район Великих Озёр Штат или Провинция | 2008, ВВП в млн. долл. США | %      |
| ------------------------------------- | -------------------------- | ------ |
| Нью-Йорк                              | 1 144 481                  | 25,57  |
| Иллинойс                              | 633 697                    | 14,16  |
| Пенсильвания                          | 553 301                    | 12,36  |
| Онтарио                               | 532 209                    | 11,89  |
| Огайо                                 | 471 508                    | 10,53  |
| Мичиган                               | 382 544                    | 8,55   |
| Миннесота                             | 262 847                    | 5,87   |
| Индиана                               | 254 861                    | 5,69   |
| Висконсин                             | 240 429                    | 5,37   |
| Всего                                 | 4 475 877                  | 100,00 |